# جيف مادسن
جيف مادسن (بالإنجليزية: Jeff Madsen)‏ هو لاعب بوكر أمريكي، ولد في 7 يونيو 1985 في سانتا مونيكا في الولايات المتحدة.